# Prisonniers de la flamme
Prisonniers de la flamme (titre original : Captives of the Flame) est un roman de science fantasy de Samuel R. Delany paru en 1963 et le premier roman de la trilogie La Chute des tours. Le roman est initialement publié dans le volume double « Ace Double » no F-199 des éditions Ace Books conjointement avec The Psionic Menace de Keith Woodcott (un pseudonyme de John Brunner). Il a été réécrit sous le titre Out of the Dead City et publié par Signet Books en 1968.
Les histoires de la trilogie La Chute des tours se déroulaient à l'origine dans la même Terre post-holocauste que le roman Les Joyaux d'Aptor de Samuel Delany ; cependant, les références permettant de les relier ont été supprimées dans les éditions révisées ultérieurement.